# Kostel svatého Eliáše (Vučitrn)
Kostel svatého Eliáše (srbsky Црква светог Илије/Crkva svetog Ilije, albánsky Kisha Shën Ilia) se nachází v kosovském městě Vučitrnu. Kostel byl vybudován v roce 1834, kdy město bylo administrativně ještě součástí Osmanské říše.
Administrativně kostel spadá pod Rašsko-prizrenskou eparchii Srbské pravoslavné církve.
Kostel byl vybudován na základech staršího kostela na východním okraji města. V roce 1871 byl interiér kostela vyzdoben malbami Blaže Damjanoviće z Debaru. V letech 1999 a 2004 byl kostel vypleněn během nepokojů na území celého Kosova. Po skončení nepokojů financovaly jeho obnovu Spojené státy americké prostřednictvím programu, řízenému přes Reconstruction and Implementation Commission. Slavnostně byla rekonstrukce ukončena v srpnu 2016.